# Liudmila Balushka
Liudmila Balushka est une lutteuse ukrainienne née le 27 juillet 1985.

## Palmarès

### Championnats du monde
- Médaille de bronze en lutte libre dans la catégorie des moins de 48 kg en 2009

### Championnats d'Europe
- Médaille d'or en lutte libre dans la catégorie des moins de 48 kg en 2012 à Belgrade, (Serbie)